# Гюмюшсую
„Гюмюшсую“ (на турски: Gümüşsuyu, букв. „сребърна вода“) е квартал в район „Бейоглу“ в Истанбул, Турция. Разположен е между пл. „Таксим“ и дворецът Долмабахче. Тук са сградите на множество посолства, туристически агенции, кампус на технически университет, болница и едноименен парк.